# Abderahmane Diao
Abderahmane Diao (1 de junio de 1994) es un deportista seneglés que compite en judo.
Ganó una medalla de plata en los Juegos Panafricanos de 2023 y dos medallas en el Campeonato Africano de Judo, bronce en 2019 y plata en 2023.

## Palmarés internacional
| Juegos Panafricanos | Juegos Panafricanos         | Juegos Panafricanos | Juegos Panafricanos |
| Año                 | Lugar                       | Medalla             | Categoría           |
| ------------------- | --------------------------- | ------------------- | ------------------- |
| 2023                | Acra (Ghana)                | Medalla de plata    | –90 kg              |
| Campeonato Africano |                             |                     |                     |
| Año                 | Lugar                       | Medalla             | Categoría           |
| 2019                | Ciudad del Cabo (Sudáfrica) | Medalla de bronce   | –90 kg              |
| 2023                | Casablanca (Marruecos)      | Medalla de plata    | –90 kg              |